# Мгеладзе, Дмитрий Сергеевич
Дмитрий Сергеевич Мгеладзе (груз. დიმიტრი სერგის ძე მგელაძე; 26 декабря 1891, Акети — 21 августа 1979) — грузинский ученый и педагог, доктор филологических наук, профессор.

## Биография
В 1915—1918 году — приват-доцент Новороссийского Университета (впоследствии — Одесский национальный университет имени И. И. Мечникова).
В 1918 году вернулся в Грузию, где принял участие в основании Тбилисского Университета. 1920—1921 — заместитель министра просвещения Грузинской Демократической Республики. Соратник известных грузинских ученых, академиков — Иванэ Джавахишвили и Петрэ Меликишвили.
После советизации Грузии в 1921 году продолжил научную работу, преподавал в Тбилисском Университете.
Один из основоположников грузинской лингвистической научной школы и основатель кафедры славянских языков Тбилисского Государственного Университета имени Иванэ Джавахишвили.

## Награды
- Орден Трудового Красного знамени
- Орден Знак почета[2]